# Данира Накић
Данира Накић, удата Билић, (22. јул 1969. у Шибенику, Југославија) бивша је југословенска и хрватска кошаркашица. Играла је на позицији бека (1,84 м, 72 кг). Са 16 година постала је првотимац женског кошаркашког клуба Елемес из Шибеника а са 18 година репрезентативка Југославије за коју је до 1989. године одиграла 83 утакмице.
Са осамнаест година као члан репрезентације Југославије наступила је на ЕП 1987. у Мадриду, олимпијади 1988. у Сеулу и СП 1990. у Куала Лумпуру. На сва три такмичења је освојила сребрну медаљу.
Данира Накић је три пута освајала титулу МВП, за најбољу кошаркашицу Европе 1988, 1989. и 1990. Следеће 1991. године је добила највишу спортску награду државе Хрватске: Државна награда за шпорт „Фрањо Бучар“. МОК је Данири 2009. године доделио признање „Жена у спорту“, за Европу.
На пријатељској утакмици репрезентације Хрватске против тима Кроације Данира се опростила од активног бављења кошарком. Утакмица је одиграна 6. маја 1999. године.
После престанка активног бављења кошарком почела је да се бави и политиком, члан је Хрватске демократске заједнице и Парламентарне скупштине Савета Европе.